# Hamadryas arethusa
Hamadryas arethusa är en fjärilsart som beskrevs av Pieter Cramer 1779. Hamadryas arethusa ingår i släktet Hamadryas och familjen praktfjärilar. Inga underarter finns listade i Catalogue of Life.